# Windows Vista
A Microsoft Windows Vista (régebbi nevén Longhorn) a Microsoft Windows programcsalád egyik kiadása, a személyi számítógépeken használt operációs rendszerek egyik típusa, amely otthoni és üzleti változatokban létezett. 2005. július 22-én Atlantában, az MGB (Microsoft Global Business) konferencián jelentette be Brian Valentine és Kevin Johnson az új terméket, mely a bejelentés előtt a Windows Longhorn kódnéven volt ismert.
2006. november 8-án befejezték a fejlesztését, és a gyártási szakaszba került. Noha néhány változat elérhető volt az MSDN és TechNet előfizetők számára már novemberben, teljes elérhetősége 2007. január 30-án valósult meg, mintegy öt évvel elődje, a Windows XP megjelenése után, így ez minden idők legtovább fejlesztett Windows-főverziója. Magyar fordítása 2007. február 22-től kapható. Kevésbé elterjedt, hazánkban 10% volt a csúcs, amit valaha elért. Fontos megjegyezni, hogy napjainkban a Windows XP nyugdíjazása után enyhén ugyan, de újra terjedni látszik.
A Windows Vista támogatása 2017. április 11-én véget ért, pont akkor, amikor kiadták a Windows 10 Alkotói Frissítését. Innentől kezdve már biztonsági frissítéseket sem kap. Akik nem tudnak a Windows 10 követelményeinek megfelelő számítógépet vásárolni, Windows 7-re válthatnak.

## Rendszerkövetelmények
|                           | Minimum konfiguráció (Capable)     | Ajánlott konfiguráció (Premium Ready)                                                                                         |
| ------------------------- | ---------------------------------- | --- |
| Processzor                | 800 MHz                            | 1 GHz |
| RAM memória               | 512 MB RAM                         | 1 GB RAM |
| Megjelenítés              | DirectX 9, DirectX 10              | DirectX 9 képes [GPU] hardveres Pixel Shader v2.0 és WDDM eszközillesztő támogatás                                            |
| Videovezérlő              | - 32 MB memória a grafikus kártyán | 128 MB grafikus memória szükséges minimum az Aero felülethez, de a megfelelő teljesítményhez ajánlott legalább 256 MB memória |
| Merevlemez-kapacitás      | 20 GB                              | 40 GB |
| Merevlemez- szabadterület | 15 GB                              | 15 GB |
| Optikai meghajtók         | DVD-ROM (esetleg CD-ROM)           | DVD-RW |

A Vista-kompatibilis számítógépeket a Windows Vista Capable matricák is jelzik, illetve egy tesztprogrammal állapítható meg, hogy a kérdéses gép képes-e a Vista futtatására. Ezek a követelmények mindenben megegyeznek a Windows 7-hez szükségesekkel.

## A név eredete
Az operációs rendszer neve a spanyol „vista” szóból származik, melynek jelentése távlat, látás, látkép.

## Minialkalmazások, játékok és kiegészítők
A Vista új szolgáltatása, a Windows Oldalsáv jeleníti meg az asztalon a minialkalmazásokat. A Vista gyárilag az alábbiakat tartalmazza:
- Diavetítés
- Hírek
- Időjárás (Már Magyarországon is elérhető)
- Jegyzetek
- Kirakójáték
- Naptár, Óra
- Névjegyzék
- Processzorfigyelő
- Részvények, árfolyam

Ezek sora szabadon bővíthető.
Játékokból régieket és újakat is találunk:
- Admirális
- Aknakereső
- Sakk (3D-s)
- Fekete macska
- Fekete özvegy
- Golyóstoll
- Mahjong
- Pasziánsz
- Purble Place (készségfejlesztő)

Az Ultimate extrákat az Ultimate változattal rendelkezők vehetik igénybe, már magyar nyelven is. Elérhető a titkosítás továbbfejlesztése, az asztalra videók kirakását segítő program, egy póker (Hold'em), egy logikai-kirakó játék (Tinker) és két hangséma. A továbbiakban több extra nem fog kiadásra kerülni.

## Újdonságok a korábbi Windows rendszerekhez képest
- Windows Aero: Egy új, DirectX-alapú grafikus felhasználói felület, amely a modern effektekhez (például átlátszóság) a videókártya képességeit használja ki, nem a processzort terheli. A megjelenését változtathatjuk a teljes színskálán, valamint az átlátszóság mértéke is állítható. Az Aero hardverigénye azonban viszonylag magas, ezért igény szerint használható a megszokott Windows felület is.
- Windows Oldalsáv: Egy átlátszó panel a Windows asztal szélén, amibe minialkalmazásokat (gadgeteket) tehetünk be, amelyek például megmutatják az aktuális részvényárfolyamokat, valutaárfolyamokat, processzor- és memóriafoglaltságot, analóg órát, valamint egyéb kisebb minialkalmazásokat is.
- ReadyBoost: Kihasználja a számítógéphez csatlakoztatott pendrive-ok memóriáját (a felhasználó engedélyével) a rendszer gyorsításához.
- SuperFetch: Ez a szolgáltatás egy statisztikát készít az elindított programokról, így ha egy bizonyos időpontban szoktunk elindítani egy programot, a SuperFetch előtölti a memóriába a gyorsabb indítás érdekében.
- Windows rendszerhéj: Az új Windows rendszerhéj meglehetősen különbözik a Windows XP-ben találhatótól, ezáltal új szervezési, navigációs és keresési képességekkel is rendelkezik. A Windows Intéző feladatmezejét eltávolították, és az eszköztárba integrálták a gyakori műveletek gombot. Új „Kedvenc hivatkozások” mezőt hoztak létre a szokásos könyvtárak minél gyorsabb eléréséhez. A címsort ún. breadcrumb („morzsa”) rendszerre cserélték le. A Start menün is rengeteget változtattak; véget ért a mindig oldalra megnyíló dobozok korszaka a programok közötti navigációkor. A Microsoft hagyományaival szakítva, még magát a „Start” szót is eltávolította egy kék Windows-ikon kedvéért.
- Windows Kereső: Új típusú, egyszerűsített keresőalkalmazás, melyet a Start menüből is indíthatunk. Az új beépített keresővel sokkal gyorsabbá válik a fájlok és programok keresése.
- Defender: Kémprogramkereső és -eltávolító szoftver.
- Windows Internet Explorer 7: Újratervezett biztonsági rendszer, új felhasználói felület, füles böngészés funkció, RSS-támogatás, keresődoboz, továbbfejlesztett nyomtatás, valamint beépített nagyító.[3] Az új adatvédelmi megoldások teljes körűen csak a Vistában működnek, de a program Microsoft Windows XP-re is feltelepíthető.
- Windows Media Player 11: A Vista a Microsoft összesített médiakezelő programjának legújabb kiadását tartalmazza. Újdonság ebben a verzióban a szókereső (vagy „keresés a te szavadként”) funkció, egy teljesen új grafikai nézet a médiakönyvtárakban, a fotók bemutatása és rendszerezése, és egy hálózattal más Vista gépekkel (pl. Xbox 360-nal) zenekönyvtárak rendszerezése. Csak a Vista alá megjelent egy Media Center Extenders segédprogram, amely egyszerűbbé teszi a számítógéptől elkülönülő médialejátszó eszközök kezelését.
- Windows Mail: A Microsoft Outlook Express utódja, egyszerűsített kezelőfelülettel és stabilabb adattárolási módszerrel, ami felgyorsítja a levelek keresését.[4] Beépítettek egy spamszűrőt, a Hotmail-fiókok kezelésére azonban már nem képes.
- Biztonsági mentés és Visszaállítás Központ: Tartalmaz egy biztonságimentés-készítő és -visszaállító alkalmazást, ami megadja a lehetőséget a felhasználóknak, hogy rendszeres biztonsági mentést hozzanak létre számítógépükön, és helyreállítsák azt a korábbi biztonsági mentésükből. A biztonsági mentések helytakarékosak, csak a változtatásokat tárolják el minden alkalommal, minimalizálva a lemezkihasználtságot. Továbbá tartalmaz egy teljes PC-helyreállítási funkciót, ami a teljes számítógép tartalmát egy lemezképbe rögzítve tárolhatunk a merevlemezünkön, vagy egy DVD-n. A teljes PC helyreállítása funkció képes az egész számítógépet visszaállítani egy esetleges hardverhiba esetén.
- Windows Naptár – egy új naptár- és feladatkezelő alkalmazás.
- Windows Fotótár, egy alkalmazás fotó- és videokönyvtárak kezelésére. A WPG képes importálni digitális fényképezőgépekből, elválasztani és értékelni a tartalmat, bemutatókat készíteni, megjeleníteni és DVD-re írni.
- Windows DVD-készítő, a Windows Movie Maker kiegészítője, a felhasználó anyagaiból videó-DVD-k készítését teszi lehetővé.
- Windows Tárgyaló a NetMeetinget váltja fel. A felhasználók képesek alkalmazások vagy a teljes asztaluk megosztására a helyi hálózat többi felhasználójával vagy az interneten keresztül a P2P rendszer használatával.
- Windows Media Center, ami azelőtt a Windows XP egy külön verziója volt (Windows XP Media Center Edition), beépült a Windows Vista Home Premium és Ultimate verzióiba.
- Játékok: A Windows összes beépített játékát átírták, hogy kihasználják a Vista új grafikus képességeit. Új játékok: Chess Titans, Mahjong Titans, Purble Place és Golyóstoll. A játékok mappa szintén tartalmaz linkeket és információkat a felhasználó számítógépén. Az egyik ilyen adat a játék ESRB-értékelése.
- Előző verziók automatikusan készít biztonsági mentéseket a fájlokról és mappákról, napi rendszerességgel. A felhasználók szintén készíthetnek „árnyékmásolatokat” rendszer-visszaállítási pont létrehozásával a rendszervédelmi fülön a Vezérlőpultban. A felhasználók képesek ezeket a másolatokat visszaállítani, törölni, vagy másolatot létrehozni a korábbi verziókból. Ez a lehetőség csak a Business, az Enterprise és az Ultimate kiadásokban érhető el.
- A Windows Hordozhatósági központ egy új vezérlőpult, ami a legfontosabb információkat tartalmazza egy hordozható számítógép számára (például fényerő, hangerő, akkumulátor töltöttsége / energiagazdálkodás kiválasztása, vezeték nélküli hálózatok, képernyő elrendezés, bemutató beállításai stb.).
- Windows Update: A szoftver- és biztonsági frissítések egyszerűsítve lettek, mostantól közvetlenül a Vezérlőpultból érhető el webes alkalmazás helyett. A Windows Mail spamszűrője és a Windows Defender definíciói is Windows Update-tel frissülnek.
- Szülői felügyelet: Lehetővé teszi a rendszergazdák számára, hogy megszabják, mely weboldalak, programok, és játékok használhatóak és telepíthetőek.
- Windows SideShow: Segítségével használhatunk kisegítő monitort laptopszámítógépeken, vagy a támogatott Windows Mobile eszközökön.
- A Beszédfelismerés teljesen integrálva lett a Windows Vista rendszerbe. Ez egy javított változata a Windows Beszédfelismerőnek, ami korábban az Office 2003-ban működött, egy szebb felülettel, új parancsokkal és egy kiegészítővel, amivel könnyebb kezelni a számítógépet a hangunkkal. Az Office-változattól eltérően ez minden alkalmazással kompatibilis, továbbá sok nyelvet támogat: amerikai és brit angol, spanyol, francia, német, kínai (hagyományos és egyszerűsített) és japán.
- Sok új betűtípus, amik speciálisan a képernyőn való olvasásra lettek tervezve, illetve új, minőségi kínai (Yahei, JhengHei), japán (Meiryo) és koreai (Malgun) betűtípusok. A ClearType funkciót szintén javították a Vistában.
- Érintőképernyőtámogatás, táblaszámítógépekkel kompatibilis.[5]
- Hibajelentés és megoldás, egy új vezérlőpult segít a felhasználóknak a problémák jelentésében és további információkkal látja el őket, ha lehetőség van rá.
- A javított hangvezérlők segítségével rendszerszinten beállíthatjuk a hangerősséget és a speciális hatásokat. Új funkció a Room Correction, a Bass Management és a Speaker Fill .
- A Rendszer teljesítményének felbecslése egy teszt, mely során a Windows Vista megvizsgálja a számítógép hardvereit, és az eredményt egy számmal határozza meg. Ez a játékok számára is hasznos lehet, innen ugyanis meg tudják állapítani, hogy melyik grafikus beállítások felelnek meg a gépünkhöz. A teszt megvizsgálja a CPU-t, a RAM-ot, a grafikus vezérlőt (2D és 3D) és a merevlemezt.[6]

## Változatok
A Microsoft két változatot adott ki a Vistából, 32 és 64 bitest.
OEM esetében választani lehet a két változat közül, a dobozos csomag mindkét változatot tartalmazza, de külön 64 bites DVD csak az Ultimate csomaggal jár; a többi csomaghoz a 64 bites DVD-t külön kell megrendelni, fizetve a postaköltséget. Érdekesség, hogy a 64 bites változat körülbelül 2 GB-tal többet foglal el a merevlemezen, mint a 32 bites.
A Vistának felszereltségtől függően több alváltozata is van:
- Home Basic: A Windows Vista Home Basic az alapvető számítógépes igények kielégítésére készült, mint például az e-mailezés, internetböngészés és képek megtekintése. Tartalmazza a Windows Defendert, illetve a szülők számára lehetővé teszi gyerekzár beállítását. Az Aerót nem tartalmazza. A Home Basic egy fizikai processzor használatát engedélyezi, 64 bites változata pedig 8 GB memória kezelését teszi lehetővé. A Microsoft 2012-ig ígért hozzá támogatást.
- Home Premium: Tartalmazza a Home Basic csomagot, kiegészítve multimédiás alkalmazásokkal (Windows Media Center), játékokkal és a mobil eszközök (laptopok, tablet PC -k) támogatásával és a Windows Aeróval. A Home Basic változathoz hasonlóan egy fizikai CPU-t használ, de a többmagos változatokat is engedélyezi. A 64 bites változat 16 GB memóriát is kezelhet. A Microsoft 2012-ig tervezi frissítések kiadását.
- Business: A Windows Vista Business az üzleti szférát célozza meg. A gyerekzár kivételével a Home Basic teljes felszereltségét tartalmazza, továbbá jár hozzá az IIS (Internet Information Services), fájlrendszer-titkosítás és a duál-processzorok támogatása is. Akár 128 GB memóriát is felhasználhat. A támogatás 2017. április 17-ig tart.
- Enterprise: A Windows Vista Enterprise a komplex informatikai rendszerekkel rendelkező multinacionális vállalatok számára készült. Az Enterprise a Business verzió kiterjesztése. Kettő vagy több processzort is használhat, illetve több mint 128 GB memória kezelését teszi lehetővé. 2017. április 17-ig támogatja a Microsoft.
- Ultimate: A Windows Vista Ultimate a Home Premium és Business változatok házasításából létrejött rendszer. Tartalmazza a Media Center, Movie Maker és DVD Maker programokat, illetve a mobil eszközökhöz szánt alkalmazásgyűjteményeket (Windows Tablet, Windows Mobility Center, stb.) is. Az Ultimate változathoz jár az ún. Windows Ultimate Extras programcsomag, amely kisebb-nagyobb alkalmazások (játékok, titkosító eszközök stb.) gyűjteménye. Az Extras csomag a Microsoft ígérete szerint folyamatosan bővül. A Microsoft 2012. április 10-ig ad ki frissítéseket hozzá. bővül.[7] Ebből a változatból készült egy exkluzív verzió is Windows Vista Ultimate Upgrade Limited Numbered Signature Edition névvel, amelyen az egyedi sorszám mellett Bill Gates aláírása is megtalálható. A Microsoft 20 000 darabot adott ki ebből a változatból.
- (Starter): A Windows Vista Starter kizárólag a fejlődő országokban kapható, és kezdő számítógép-felhasználóknak szánták. Az egyszerű használat érdekében kiegészítő eszközökkel és leírásokkal látták el. Csak Brazíliában, Indiában, Pakisztánban, Thaiföldön, Indonéziában és a Fülöp-szigeteken adták ki. Ez a változat tartalmaz néhány korlátozást, mint például egyszerre maximum három alkalmazás használata, a bejövő hálózati kapcsolatok letiltása illetve a fizikai memória 1 GB-ban való limitálása. Csak 32 bites rendszereken használható. A Starter az AMD Duron, Sempron és Geode illetve az Intel Celeron és Pentium III, valamint néhány Pentium 4 kódjelű processzorait támogatja.
- Ultimate (product) red: Ez a verzió az Ultimate bővített verziója, kizárólag a Dell gépekre, a (product) red mozgalomtól. Újdonságok: kizárólagos tartalmak, többek közt egyedi hátterek, valamint vörösre "festett", csak ebben a verzióban elérhető minialkalmazások.
- Ultimate Signatured Edition: ez a változat gyakorlatilag az Ultimate verzióval egyezik meg, azonban a telepítőlemez csomagolásán szerepel Bill Gates aláírása, egy üzenet, illetve egy egyedi sorszám. Ezen változatból mindössze  25 000 db készült.

## Eltávolított funkciók
Számos, a Windows XP-ben még meglévő funkciót és komponenst cseréltek le vagy távolítottak el a Windows Vistában, köztük a Windows Messengert, a hálózati üzenetküldő szolgáltatást (Net send), a HyperTerminalt, az MSN Explorert, az Active Desktopot, a NetMeetinget pedig a Windows Tárgyalóra cserélték. A Windows Vista nem tartalmazza a Windows XP vizuális megjelenéséért felelős Luna témát, és a legtöbb, már a Windows 3.x-ben megjelent klasszikus színsémát sem. A hardverprofilok funkciót, és egyes régebbi alaplapi funkciók támogatását is kivették, mint az EISA-busz, az APM vagy a game portok (bár ez utóbbi újraengedélyezhető). A FireWire-on keresztüli IP (TCP/IP over IEEE 1394) támogatása is ki lett véve.

## Szervizcsomagok

### Szervizcsomag 1
A Windows Vista Service Pack 1 (SP1) a Windows Vista rendszerhez készített frissítés, amely tartalmazza a felhasználók észrevételei alapján végzett módosításokat. A korábban kibocsátott frissítések mellett az SP1 tartalmaz olyan módosításokat is, melyek kijavítanak konkrét megbízhatósági, teljesítménybeli és kompatibilitási hibákat, valamint amelyek támogatják az új hardvereszközöket és szabványokat. Emellett az SP1 egyszerűbbé teszi a rendszergazdák számára a Windows Vista központi telepítését és felügyeletét. A Windows Vista Service Pack 1 All Language Standalone verzió bármilyen nyelvű operációs rendszerre telepíthető.

### Szervizcsomag 2
A Vista 2. szervizcsomagja 2009. április 28-án készült el, május 26-án került fel a Microsoft Letöltőközpontba és a Windows Update-re. A számos biztonsági és egyéb javítás mellett, néhány új funkció is belekerült az operációs rendszerbe. Ezek között azonban nem szerepel az Internet Explorer 8. Az újdonságok:
- Windows Search 4.0 (jelenleg az SP1-es Vistákhoz külön is letölthető)
- A vezeték nélküli hálózatok szolgáltatáscsomagja bevezeti a Bluetooth 2.1 támogatását
- A tárolóeszközök Feature Packja lehetővé teszi a Blu-ray lemezek írását
- A Windows Connect Now (WCN) a Wi-Fi beállításokat egyszerűsíti le
- Az aktív Wi-Fi kapcsolatok helyreállítását továbbfejlesztették
- Az exFAT fájlrendszer immár támogatja az UTC időbélyegeket, így lehetővé téve az időzónáktól független fájlszinkronizációt
- Az ICCD/CCID smart card-ok támogatása
- A VIA 64 bites processzorainak támogatása
- Javított audio- és videostreamelési teljesítmény nagy felbontású tartalmaknál
- A Windows Media Center (WMC) televíziós tartalomvédelmének továbbfejlesztése[14]
- Az eredeti energiagazdálkodási beállításoknál akár 10%-kal hatékonyabb házirendet tartalmaz.

A Windows Vista és a Windows Server 2008 szervizcsomagja ugyanabban a bináris fájlban található, hiszen a Windows Server 2008 megjelenésével a két operációs rendszer kódbázisait összevonták.
A Windows XP, illetve a Vista ezt megelőző szervizcsomagjaival ellentétben, a Microsoft úgy döntött, elhalasztja a 2. szervizcsomag OEM Preinstallation Kit formájában történő kiadását a Windows 7 megjelenése után 60 nappal.

## Külső hivatkozások
- Hivatalos honlap Archiválva 2006. április 5-i dátummal a Wayback Machine-ben
- Mister ViSTA – Windows Vista trükkök és leírások
- Windows Portal – Windows Vista technológiák részletes ismertetése, valamint egyéb kiegészítő információk
- Kritikus hibák a Vistában? – Index, 2006. december 26.
- Windows Vista User Guide Archiválva 2019. január 9-i dátummal a Wayback Machine-ben
- Windows Vista információk